# Elecciones parlamentarias de Polonia de 2015
Las elecciones parlamentarias para el Senado y el Sejm se celebraron en Polonia el 25 de octubre de 2015. El partido opositor Ley y Justicia (PiS) gana estas elecciones obteniendo la mayoría absoluta tanto en el Sejm como en el Senado y dicha victoria representa el regreso del PiS al poder después de 8 años gobernada por el partido Plataforma Cívica (PO). Cabe mencionar que es la segunda vez en una elección de un país europeo (después de las elecciones parlamentarias de Noruega de 1993), donde los dos partidos dominantes compiten con candidatas mujeres; también es la primera vez que en una elección de este país desde la instauración de una democracia liberal en 1989 que un partido obtiene la mayoría absoluta. También destaca la entrada al Sejm de nuevos partidos como el populista Kukiz'15 de Paweł Kukiz y el centrista Moderno de Ryszard Petru aunque no ganaron ningún senador, mientras que Partido Campesino Polaco (PSL) obtuvo su peor resultado en 25 años y en La Izquierda perdieron todos sus representantes.

## Resultado de las elecciones
| Partidos                                                                                             | Partidos                                                                     | Sejm       | Sejm  | Sejm    | Sejm | Senado  | Senado |
| Partidos                                                                                             | Partidos                                                                     | Votos      | %     | Escaños | +/–  | Escaños | +/–    |
| --- | ---------------------------------------------------------------------------- | ---------- | ----- | ------- | ---- | ------- | ------ |
| | Ley y Justicia (Prawo i Sprawiedliwość, PiS)                                 | 5,711,687  | 37.58 | 235     | +78  | 61      | +30    |
| | Plataforma Cívica (Platforma Obywatelska, PO)                                | 3,661,474  | 24.09 | 138     | -69  | 34      | -29    |
| | Kukiz'15 (K'15)                                                              | 1,339,094  | 8.81  | 42      | +42  | —       | —      |
| | Moderno (.Nowoczesna, .N)                                                    | 1,155,370  | 7.60  | 28      | +28  | —       | —      |
| | Izquierda Unidaa (Zjednoczona Lewica, ZL)                                    | 1,147,102  | 7.55  | —       | -67  | —       | —      |
| | Partido Campesino Polaco (Polskie Stronnictwo Ludowe, PSL)                   | 779,875    | 5.13  | 16      | -12  | 1       | -1     |
| | Coalición para la Renovación de la República - Libertad y Esperanza (KORWiN) | 722,999    | 4.76  | —       | —    | —       | —      |
| | Partido Juntos (Partia Razem)                                                | 550,349    | 3.62  | —       | —    | —       | —      |
| | Comité de Zbigniew Stonoga (KWW ZS)                                          | 42,731     | 0.28  | —       | —    | —       | —      |
| | Minoría Alemana (Mniejszość Niemiecka, MN)                                   | 27,530     | 0.18  | 1       | =    | —       | —      |
| | Unidos por Silesia (Zjednoczeni dla Śląska, ZdŚ)                             | 18,668     | 0.12  | —       | —    | —       | —      |
| | JOW Bezpartyjni                                                              | 15,656     | 0.10  | —       | —    | —       | —      |
| | Dios te bendiga! (Szczęść Boże!, SB)                                         | 13,113     | 0.09  | —       | —    | —       | —      |
| | Congreso de la Nueva Derecha (Kongres Nowej Prawicy, KNP)                    | 4,852      | 0.03  | —       | —    | —       | —      |
| | Autodefensa de la República de Polonia (Samoobrona)                          | 4,266      | 0.03  | —       | —    | —       | —      |
| | Ciudadanos al Parlamento (Obywatele do Parlamentu, OdP)                      | 1,964      | 0.01  | —       | —    | —       | —      |
| | Independientes                                                               | N/A        | N/A   | N/A     | N/A  | 4       | =      |
| # | Total                                                                        | 14 988 086 |       | 460     |      | 100     |        |
| - Votantes: 30,762,931 - Votos emitidos: 15,593,033 (50,91 %) - Nulos: 604,947 - Válidos: 14,988,086 |                                                                              |            |       |         |      |         |        |

Notas
a Coalición formada por los partidos SLD, TR, UP, PPS y PZ.